# Это не про меня
«Это не про меня» — советский рисованный мультипликационный фильм 1966 года для взрослых. Сатира на хапуг и эгоистов, жадность которых становится общественным злом.

## Сюжет
Начинается всё с того, что бедная девочка из полуподвала дарит свою единственную игрушку — корову с отколотым рогом — капризному младенцу, чтобы тот перестал хныкать и весь дом смог бы спокойно заснуть («Игрушка хороша, хорошо с игрушкой спать. Нет такой у малыша из квартиры номер пять»). Семь лет подряд коровка была совестью мальчика, то и дело говоря своими печальными глазами: «Ты поступаешь неправильно». Но однажды «мальчик-с-загребущим-пальчиком» прикарманивает мамину трёшку и зарывает корову в землю, чтобы не испытывать мук совести. Накупив на все деньги мороженого, маленький мошенник распродаёт его детям с наценкой, затем покупает билеты на стадионе и перепродаёт втридорога. На вырученные деньги юный спекулянт приобретает дом из кубиков — почти всамделишный дачный особняк. («Венчается дело прямым грабежом. И это у нас, а не за рубежом».)
Проходит тридцать с лишним лет. Герой становится владельцем настоящего особняка с огромным садом. Естественно, досталось это ему обманным путём. На заборе, обнесённом колючей проволокой, появляются слова «жмот», «жадюга» и целые эпиграммы типа «Хозяин сада — жадный гад, минировал фруктовый сад. Он сам напорется на мину, взорвёт себя и витамины». А то и более недвусмысленное: «Когда-нибудь ОБХС к тебе проявит интерес».
Хозяин устраивает в саду пышный банкет, где все гости, от завскладом до священника, — такие же жулики и взяточники. («Какие слова и улыбки любезные! И гости, смотрите, какие полезные».) Внезапно в распахнутую калитку забредает соседская корова с одним рогом. Для зрителей это — чистая случайность, но для хозяина — знак судьбы. «Ты поступаешь неправильно!» — читается в её глазах, и теперь в них ещё больше укоризны. Выпроводив всех гостей, хозяин падает перед ней на колени и пытается по привычке дать взятку: «Ну, хочешь деньгами? Всю сумму вперёд?.. Проклятая совесть!.. Даю — не берёт». В тот момент, когда он в отчаянии закрывает глаза, в сад вбегает соседка и прогоняет корову домой. Хозяин открывает глаза и, нигде не видя коровы, приходит к выводу, что «совесть пропала».
Голос за кадром резюмирует: «Да, нету на свете печальнее повести, чем повесть о рано потерянной совести», перефразируя фразу про повесть о Ромео и Джульетте.

## Создатели
| Автор сценария                 | Михаил Вольпин                                                                                                |
| Режиссёр                       | Борис Дёжкин                                                                                                  |
| Композитор                     | Карен Хачатурян                                                                                               |
| Художник-постановщик           | Владимир Соболев                                                                                              |
| Художники-мультипликаторы      | Вадим Долгих, Виктор Арсентьев, Борис Дёжкин                                                                  |
| Оператор                       | Елена Петрова                                                                                                 |
| Звукооператор                  | Борис Фильчиков                                                                                               |
| Ассистенты режиссёра           | Галина Любарская, Татьяна Сазонова                                                                            |
| Художник-декоратор             | Пётр Коробаев                                                                                                 |
| Редактор                       | Раиса Фричинская                                                                                              |
| Директор картины               | Фёдор Иванов                                                                                                  |
| Роли озвучивали (нет в титрах) | Алексей Грибов — от автора, Григорий Шпигель — главный герой, ставший взрослым, Клара Румянова — плач ребёнка |